# Ганнерсдорф
Ганнерсдорф (нім. Hannersdorf) — громада округу Оберварт у землі Бургенланд, Австрія.
Ганнерсдорф лежить на висоті  268 м над рівнем моря і займає площу  17,1 км². Громада налічує 768 мешканців. 
Густота населення 45/км².  
|                                      |
| Ганнерсдорф на мапі округу та землі. |

Бургомістом міста є Еріх Вердерітс від Соціал-демократичної партії Австрії. Адреса управління громади:  7473 Hannersdorf. 

## Демографія
Історична динаміка населення міста за даними сайту Statistik Austria

## Виноски
1. ↑  Dauersiedlungsraum der Gemeinden Politischen Bezirke und Bundesländer - Gebietsstand 1.1.2018 — Статистичне управління Австрії.
2. ↑  Einwohnerzahl 1.1.2018 nach Gemeinden mit Status, Gebietsstand 1.1.2018 — Статистичне управління Австрії.
3. ↑  www.hannersdorf.at. Архів оригіналу за 11 квітня 2022. Процитовано 8 червня 2022.
4. ↑  Gemeindedaten von Hannersdorf. Архів оригіналу за 29 вересня 2007. Процитовано 19 листопада 2013.

| Австрія | Це незавершена стаття з географії Австрії. Ви можете допомогти проєкту, виправивши або дописавши її. |